# Drymeia fumipennis
Drymeia fumipennis är en tvåvingeart som beskrevs av Malloch 1921. Drymeia fumipennis ingår i släktet Drymeia och familjen husflugor. Inga underarter finns listade i Catalogue of Life.